# Distretto di Nawalpur
Il distretto di Nawalpur è un distretto del Nepal, in seguito alla riforma costituzionale del 2015 fa parte della provincia di Gandaki.
Il capoluogo è Kawasoti.
Il distretto è stato costituito nel 2015 quando, con l'entrata in vigore della nuova costituzione è stato abrogato il distretto di Nawalparasi il cui territorio è stato diviso tra i nuovi distretti di Nawalpur e Parasi.

## Municipalità
Il distretto è suddiviso in otto municipalità, quattro rurali e quattro urbane.
- Kawasoti
- Gaindakot
- Devachuli
- Madhyabindu
- Bungdikali
- Bulingtar
- Binayi Tribeni
- Hupsekot